# Karl von Schönhals
Karl von Schönhals (německy Carl Jakob Ritter von Schönhals) (15. listopadu 1788 Braunfels – 16. února 1857 Štýrský Hradec) byl rakouský generál. V rakouské armádě sloužil jako dobrovolník od mládí a vyznamenal se napoleonských válkách. Později byl dlouholetým generálním pobočníkem maršála Radeckého v Itálii a vynikl během italského tažení 1848–1849. Byl nositelem Řádu Marie Terezie (1848) a v roce 1850 byl penzionován v hodnosti polního zbrojmistra. Uplatnil se mimo jiné jako vojenský spisovatel.

## Životopis

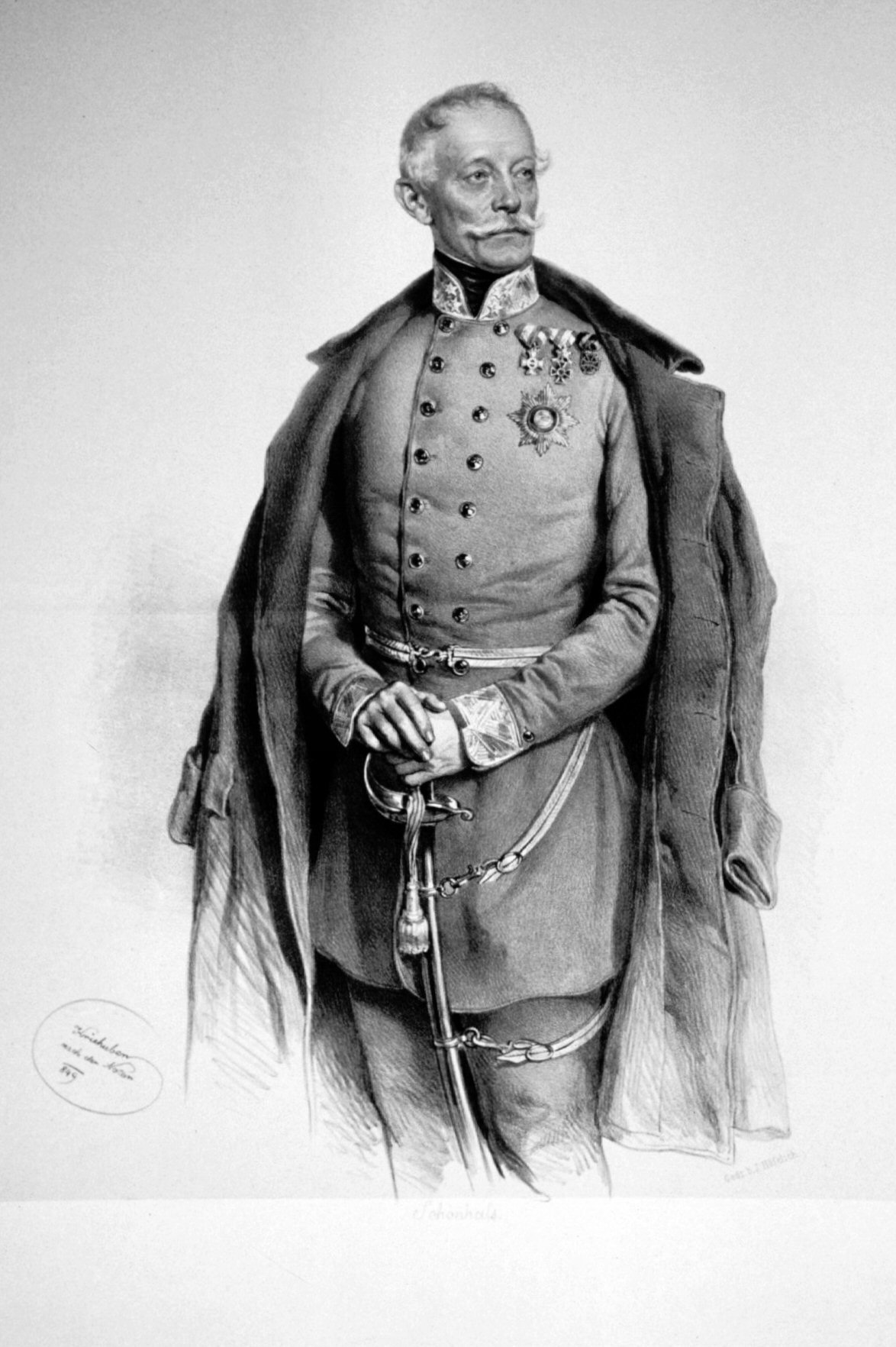
Karl von Schönhals

Pocházel z rodiny německého stavebního rady, za napoleonských válek vstoupil v roce 1807 jako dobrovolník do rakouské armády. V tažení roku 1809 byl vážně zraněn v bitvě u Aspern, v závěrečné fázi napoleonských válek byl znovu zraněn v bitvě u Drážďan (1813), kdy měl již hodnost nadporučíka. V době Stodenního císařství se zúčastnil bojů proti maršálu Muratovi v Itálii. Po napoleonských válkách se v hodnosti kapitána stal důstojníkem generálního štábu, sloužil mimo jiné u 6. pluku polních myslivců v Náchodě, později dislokovaného v Mostě. Po boku generála Frimonta se v roce 1821 podílel na potlačení nepokojů v Neapoli, poté sloužil opět v Čechách a později v Itálii. V roce 1829 si jej vyžádal generál Frimont jako svého pobočníka v Lombardii a Schönhals absolvoval rychlý služební postup (major 1829, podplukovník 1830, plukovník 1831).

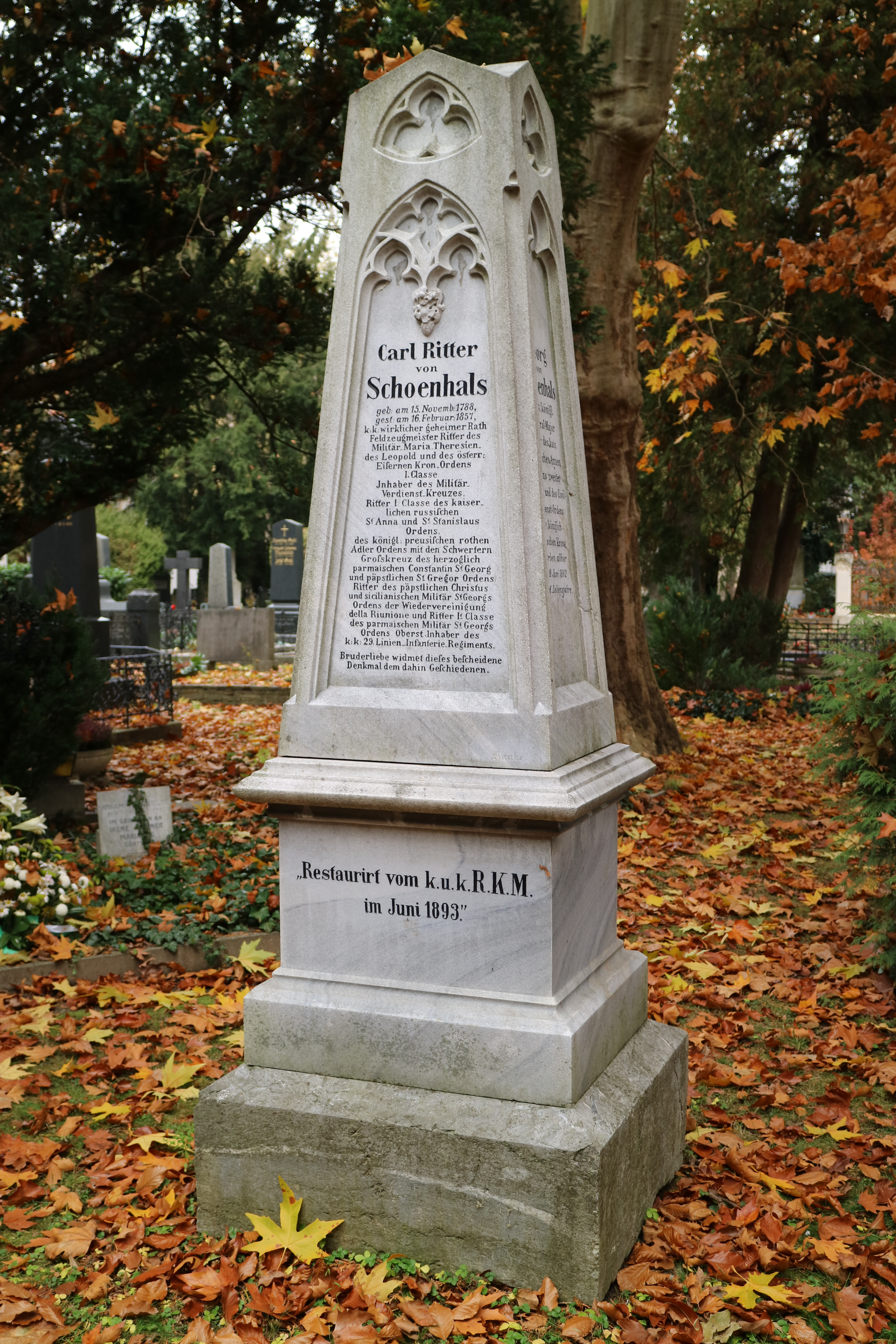
Hrob Karla von Schönhals na hřbitově St Peter ve Štýrském Hradci

Od roku 1831 byl dlouholetým pobočníkem vrchního velitele v Lombardsko-benátském království maršála Radeckého. Osvědčil se jako schopný organizátor a štábní důstojník, Radecký jej pověřoval důležitými úkoly. V roce 1838 byl povýšen do hodnosti generálmajora a v roce 1846 dosáhl hodnosti polního podmaršála. Významnou úlohu sehrál během revolučních let 1848–1849, kdy byl v Itálii nejprve Radeckého generálním pobočníkem, později byl velitelem zásobování Radeckého armády. Podílel se na strategických plánech italského tažení v roce 1848, mimo jiné bitvy u Santa Lucie. Podle pozdějších hodnocení bylo jeho postavení v Radeckého štábu přeceňováno, protože skutečným řídícím operačním důstojníkem byl generál Heinrich von Hess, s nímž měl navíc Schönhals velmi špatné vztahy v otázce kompetencí. Po ukončení bojů v Itálii byl delegován jako zástupce rakouské armády u sněmu Německého spolku ve Frankfurtu nad Mohanem. K datu 28. prosince 1850 byl odeslán do penze v hodnosti polního zbrojmistra. Od té doby žil zcela v soukromí ve Štýrském Hradci, kde se věnoval spisovatelské činnosti. O domácnost se mu starala neprovdaná sestra Henrietta.
Zemřel svobodný a bezdětný 16. února 1857 ve věku 68 let ve Štýrském Hradci. Zde je také pohřben v evangelické části hřbitova St Peter Friedhof.
Jeho starší bratr Georg von Schönhals (1786–1862) sloužil také v rakouské armádě a dosáhl hodnosti generálmajora (1846).

## Tituly a ocenění
Užíval prostý šlechtický titul Edler von Schönhals. Od roku 1847 byl čestným majitelem 29. pěšího pluku a v roce 1849 obdržel titul c. k. tajného rady s nárokem na oslovení Excelence. Během své vojenské kariéry získal několik vyznamenání v Rakousku i v zahraničí. Za účast v italském tažení 1848–1849 byl dekorován prestižním Řádem Marie Terezie. Na základě řádových stanov mu byl téhož roku udělen šlechtický titul rytíře.

### Rakousko
- rytířský kříž Leopoldova řádu (1838)
- rytíř Vojenského řádu Marie Terezie (1848)
- Řád železné koruny I. třídy (1849)
- Vojenský záslužný kříž (1850)

### Zahraničí
- Řád sv. Anny I. třídy (Rusko)
- Řád sv. Stanislava I. třídy (Rusko)
- Řád červené orlice I. třídy (Prusko)
- velkokříž Konstantinova řádu sv. Jiří (Království Obojí Sicílie)
- rytíř Řádu sv. Jiří a Sjednocení (Království Obojí Sicílie)
- velkokříž Řádu svatého Řehoře Velikého (Papežský stát)
- rytíř Nejvyššího řádu Kristova (Papežský stát)

## Dílo
Jako spisovatel na sebe upozornil již v mládí pojednáním o bitvě u Slavkova. Později na penzi napsal mimo jiné biografie dvou svých nadřízených (Jan Filip Frimont, Julius von Haynau) a jeho nejvýznamnější práce Erinnerungen eines österreichischen Veteranen aus dem italienischen Kriege in den Jahren 1848 und 1849 se ještě během 19. století dočkala několika vydání v Rakousku a Německu. Mimo jiné byl také autorem spisu o historii 29. pěšího pluku, jehož byl majitelem.
- Aphorismen aus der Kriegskunst, 1820
- Biographie des K.K.Generals der Kavallerie und Hofkriegspräsidenten Grafen von Frimont, 1833
- Geschichte des k. k . Linien-Infanterie-Regimentes Nr. 29 C. Ritter v. Schönhals, in den Jahren 1848/49, Opava, 1851
- Erinnerungen eines österreichischen Veteranen aus dem italienischen Kriege in den Jahren 1848 und 1849, Stuttgart, 1852
- Biographie des Feldzeugmeisters J. Freiherr von Haynau, Štýrský Hradec, 1853